# هیوستون (تنسی)
هیوستون (به انگلیسی: Houston) یک منطقهٔ مسکونی در ایالات متحده آمریکا است که در شهرستان وین، تنسی واقع شده‌است. هیوستون Unknown نفر جمعیت دارد و ۱۶۴ متر بالاتر از سطح دریا واقع شده‌است.